# Марш добровольців
Марш доброво́льців — державний гімн Китайської Народної Республіки (включаючи Гонконг та Макао). Написаний у 1934 році під час китайсько-японської війни відомим поетом та драматургом на ім'я Тьєн Хан (кит. спр. 田汉, піньїнь: Tián Hàn). Музику до гімну написав Нє Ер (кит. спр. 聂耳, піньїнь: Niè Ěr (1912—1935)). Під час культурної революції фактичним гімном Китаю була пісня «Червоніє Схід». 14 березня 2004 року офіційний статус гімну був закріплений у Конституції КНР у главі 136.

## Слова
| 起来！不愿 做 奴隶的 人们！ 把 我们的 血肉 筑成我们新的长城！ 中华民族到了最危险的时候， 每个人被迫着发出最后的吼声。 起来！起来！起来！ 我们万众一心， 冒着敌人的炮火，前进！ 前进！前进！进！ | Qǐ-lái! Bú-yuàn zuò nú-lì-de rén-men! Bǎ wǒ-men-de xuè-ròu zhù-chéng wǒ-men xīn-de cháng-chéng! Zhōng-huá mín-zú dào-le zùi-wēi-xiǎn-de shí-hòu, Měi ge rén bèi-pò-zhe fā-chū zùi-hòu-de hǒu-shēng. Qǐ-lái! Qǐ-lái! Qǐ-lái! Wǒ-men wàn-zhòng-yī-xīn, Mào-zhe dí-rén-de pào-huǒ, Qián-jìn! Mào-zhe dírén-de pào-huǒ, Qián-jìn! Qián-jìn! Qián-jìn! Jìn! |  | Піднімайся! Ті, хто не хоче бути рабами! З нашої плоті збудуємо новий Великий мур! Настав час, небезпечний для китайської нації, Від кожного лунає останній заклик: Піднімайся! Піднімайся! Піднімайся! Наша повна єдність, Сміливо на ворожі гармати, Вперед! Вперед! Вперед! Вперед! |